# Porte d'Aix
La Porte d'Aix (conosciuta anche come Porte Royale) è un arco di trionfo sito a Marsiglia, nel sud della Francia, che segna l'antico punto di accesso alla città sulla strada da Aix-en-Provence. Il design classico di Michel-Robert Penchaud fu ispirato dagli archi di trionfo dell'Impero romano. La Porte d'Aix fu inizialmente concepita nel 1784 per onorare Luigi XVI e per commemorare la pace di Parigi che pose fine alla Guerra d'indipendenza americana. Dopo la restaurazione della monarchia borbonica, nel 1814-1815, il progetto fu ripreso nel 1823, per commemorare le vittorie francesi nella spedizione spagnola, in particolare nella battaglia del Trocadero, il 31 agosto 1823. Alla fine fu completato nel 1839, con un tema più generale della vittoria.

## Storia
Nel 1660 Luigi XIV si recò a Marsiglia per mettere ordine in una città in fermento politico. Le sue truppe fecero una breccia negli antichi bastioni del XIII secolo, che correvano lungo la rue d'Aix, tra "Porte Royale" e "Porte d'Aix". Parte della successiva riorganizzazione di Marsiglia comportò non solo una maggiore presenza militare, ma la demolizione dei vecchi bastioni, la costruzione di nuovi cantieri navali reali (Arsenal des Galères) e fortificazioni verso il mare, ma anche un nuovo organo di governo tratto dalla classe mercantile, incaricato di progettare espandere e abbellire la città. Fin dalle prime fasi questi piani includevano la ricostruzione della Porte Royale e la rimozione dell'antiestetico acquedotto in superficie (aqueduc de l′Huveaune) in place d'Aix alla fine della rue d'Aix: l'originale porte d'Aix era formata dagli archi di questo acquedotto. Furono proposti numerosi progetti, tra cui uno di Pierre Puget, che collocava una Porte Royale cerimoniale in place d'Aix.
Alla fine nel 1784 la città di Marsiglia decise di utilizzare i profitti generati dalla vendita dei cantieri navali reali per erigere un arco di trionfo reale in place d'Aix «alla gloria di Luigi XIV e per commemorare la pace gloriosamente raggiunta, ponendo fine alla guerra d'indipendenza in America». Già ritardato dall'ufficialità locale, il progetto fu abbandonato durante la Rivoluzione francese e il dominio napoleonico. Dopo la restaurazione della monarchia borbonica, il progetto fu ripreso, nel 1823, dal sindaco di Marsiglia, il marchese de Montgrand, su assenso reale di Luigi XVIII; questa volta si intendeva commemorare la vittoria di Louis-Antoine, duca di Angoulême, figlio del futuro re Carlo X, nella battaglia del Trocadero che portò alla restaurazione di Ferdinando VII come re di Spagna.
La prima pietra fu posta nel 1825, dal marchese de Montgrand, con una dedica alla famiglia reale.
L'acquedotto fu demolito tre anni dopo per ripulire la piazza d'Aix. Il progetto, tuttavia, doveva soffrire ancora una volta dei cambiamenti di regime in Francia. Sebbene i principali lavori di costruzione fossero iniziati sotto Carlo X, furono completati solo sotto Luigi Filippo nel 1839 ma, a seguito dei mutamenti politici intervenuti in Francia, il monumento non poteva più celebrare solo la campagna del duca di Angoulême, ma piuttosto il tema più generale delle vittorie francesi.

## Architettura
Michel-Robert Penchaud, l'architetto del monumento, probabilmente prese come modello l'Arco di Tito sulla Via Sacra a Roma, sebbene siano presenti elementi di altri archi trionfali romani come l'Arco di Traiano e l'Arco di Costantino. La responsabilità della lavorazione della pietra venne affidata al muratore italiano Gaétan Cantini, padre dello scultore Jules Cantini. La scultura ornamentale fu affidata allo scultore parigino Antoine-André Marneuf che si ispirò all'arco di trionfo romano di Orange; le statue e i bassorilievi furono commissionati a David d'Angers e Étienne-Jules Ramey.
Le facciate principali raffigurano le battaglie di Fleurus, Héliopolis, Marengo e Austerlitz. I due bassorilievi sotto il portico raffigurano la chiamata alla difesa della libertà (David d'Angers) e il ritorno degli eroi vittoriosi (Ramey). Otto gigantesche statue allegoriche, alte quasi 3 metri, furono collocate nell'attico e raffigurano le Virtù. Sulla facciata nord David d'Angers completò Devozione, Prudenza, Rassegnazione e Forza nel 1835, mentre Ramey terminò, solo nel 1839, Vigilanza, Clemenza, Energia e Temperanza sulla facciata sud. Sfortunatamente, poiché la pietra non era adeguatamente resistente alle intemperie, le statue iniziarono ad erodersi. Nel 1921 furono riparate utilizzando cemento armato; tuttavia nel 1937 sei delle teste rotolarono sulla strada sottostante. Nel successivo restauro dell'arco, nel 2003, solo quattro delle statue sono state conservate, quelle di David d'Angers, sulla facciata nord.
Probabilmente a causa della sua posizione, l'arco di trionfo è un monumento che spesso viene immeritatamente trascurato. Composto da un unico arco e da un attico sorretto da quattro colonne corinzie, la sua armonia si ispira ai monumenti dell'antichità. La sua altezza e larghezza sono identiche, poco meno di 18 metri, adattandolo precisamente a un quadrato, una delle forme geometriche "perfette". È facilmente raggiungibile dalle due stazioni della metropolitana Jules Guesde e Colbert ed è a pochi passi dalla stazione ferroviaria principale, Gare de Marseille Saint Charles.

## Galleria d'immagini

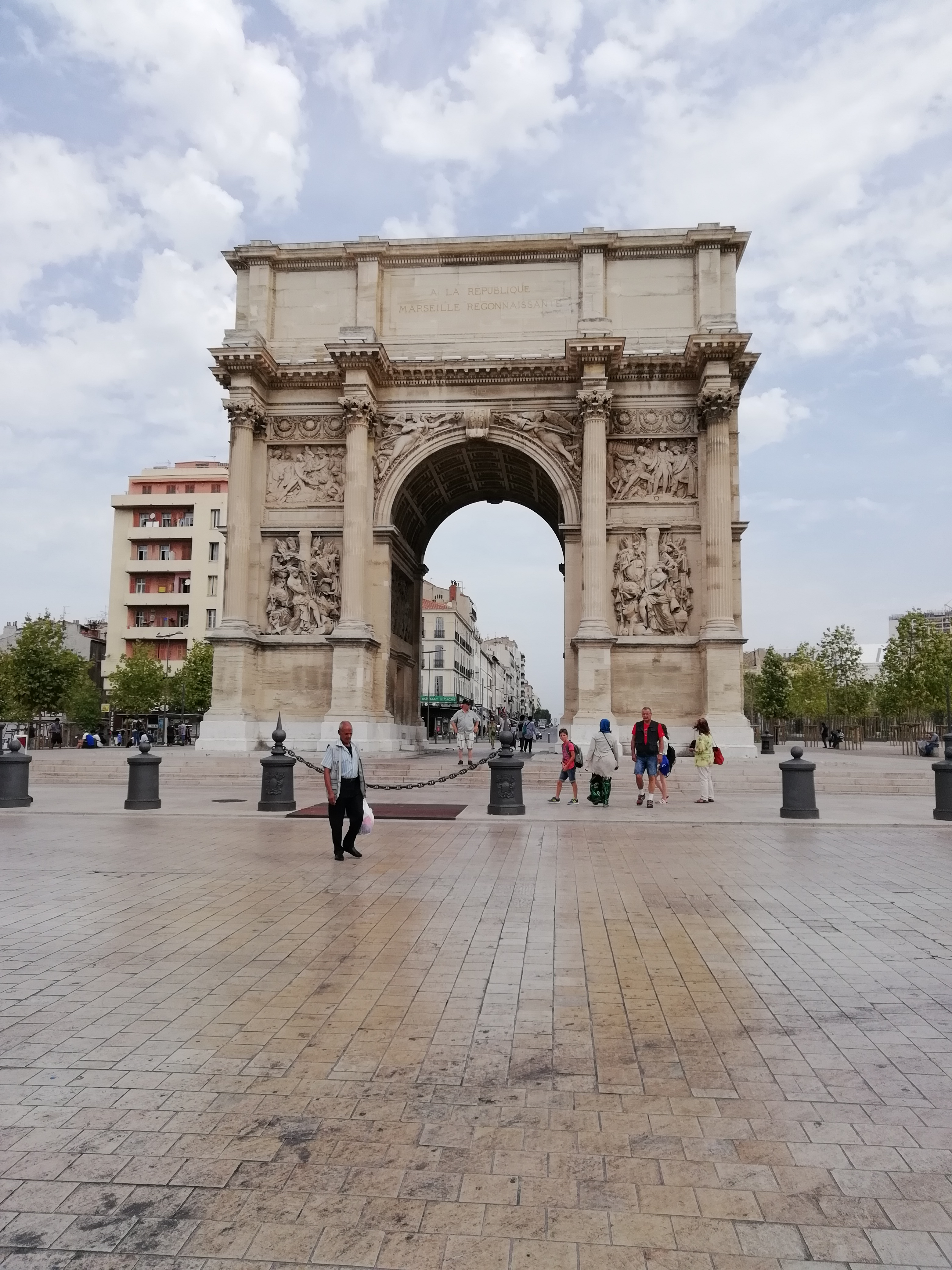
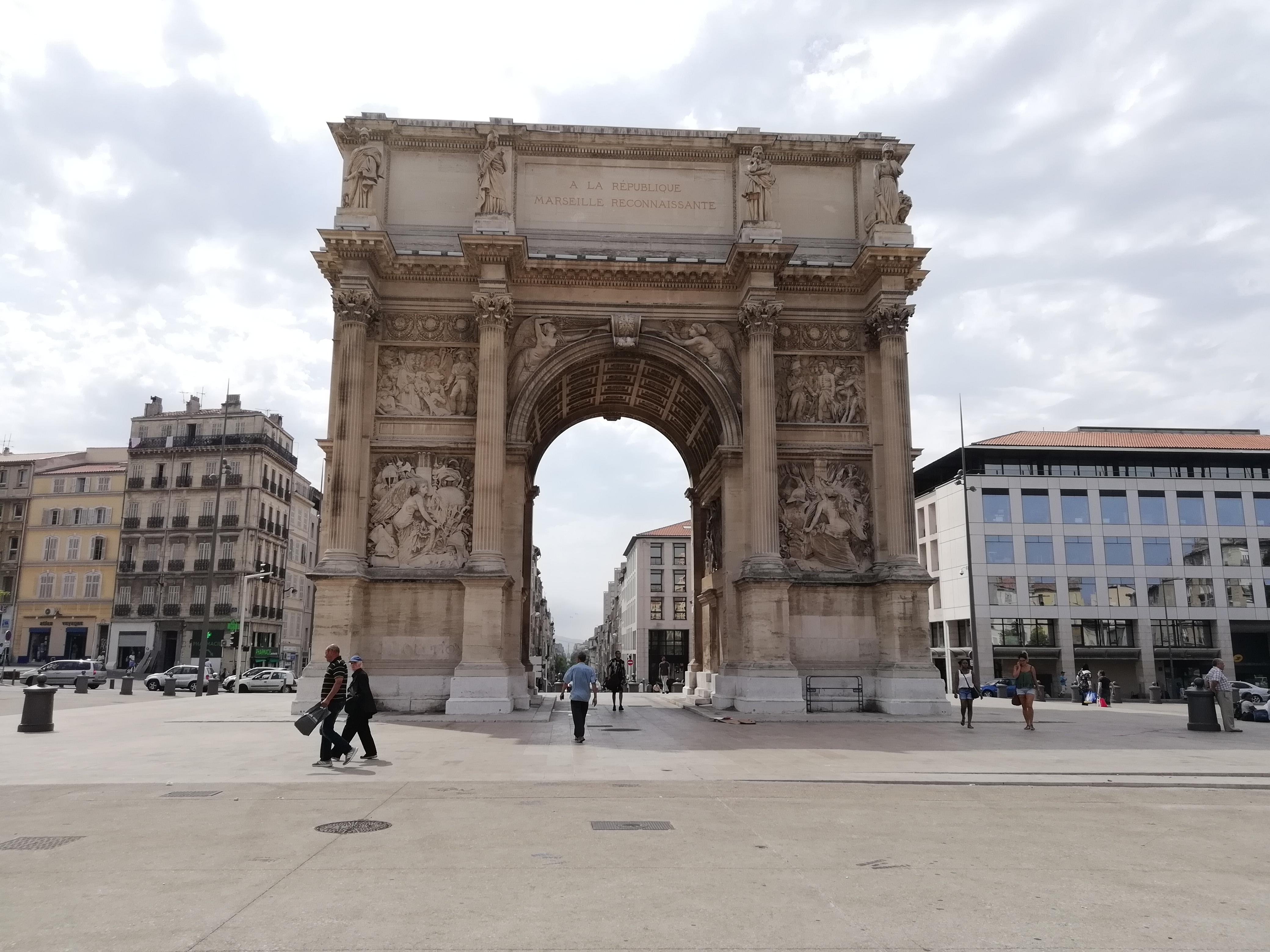
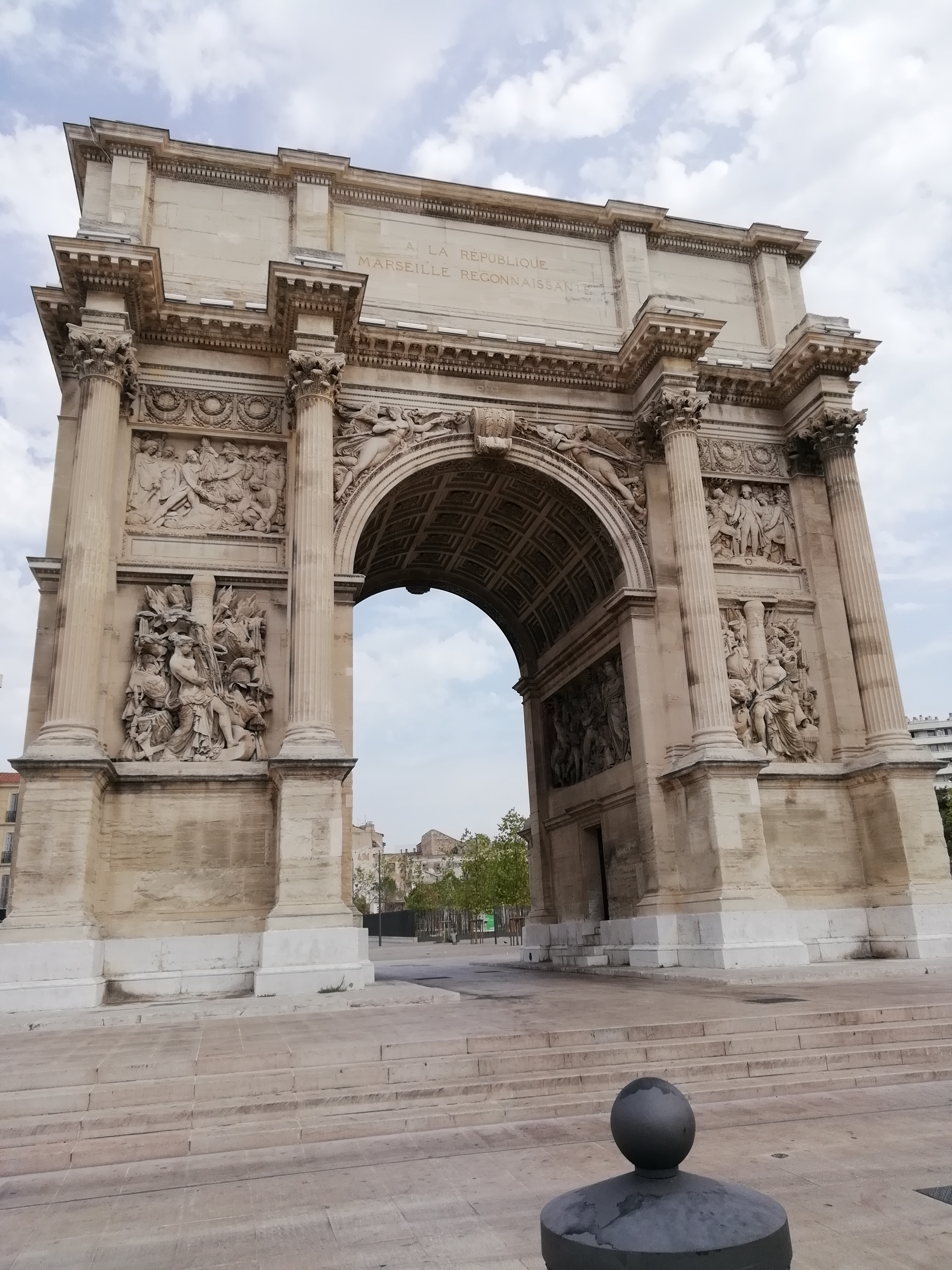